# Guido Basile
Guido Basile (Messina, 16 luglio 1893 – 1º dicembre 1984) è stato un avvocato e politico italiano.

## Biografia
Laureato in giurisprudenza, è avvocato. Membro del Partito Democratico del Lavoro, viene eletto prima alla Consulta nazionale e poi all'deputato dell'Assemblea Costituente nel 1946 nell'ambito della coalizione Unione Democratica Nazionale.
Dopo lo scioglimento del PDL aderisce al Partito Liberale Italiano, con cui viene eletto deputato alle elezioni politiche del 1953, venendo confermato anche a quelle del 1958 e del 1963. Termina il mandato parlamentare nel 1968.
Muore il 1º dicembre 1984 all'età di 91 anni.